# Шёнфельд, Генрих
Генрих Шёнфельд (нем. Heinrich Schönfeld; 3 августа 1900, Клаузенбург — 3 сентября 1976, Торонто) — австрийский футболист еврейского происхождения, нападающий. В Италии играл под именем Энри́ко Шёнфельд (итал. Enrico Schoenfeld).

## Карьера
Генрих Шёнфельд начал свою карьеру в клубе австрийской бундеслиги «Рудольфсхюгель» в 1916 году на позиции голкипера. С сезона 1920/21 Шёнфельд начал играть в нападении клуба; в наше время это может вызвать удивление, однако в те годы такие изменения амплуа не были редкостью. В первой же своей игре в роли форварда Шёнфельд отметился голом в ворота венского клуба «Хакоах». В сезоне 1921/22 Шёнфельд перешёл в клуб «Меран», быстро стал его лидером, а затем и одним из самых известных игроков Южного Тироля.
В 1923 году бывший игрок сборной Австрии Карл Штюрмер, тренировавший итальянский футбольный клуб «Торино», пригласил Шёнфельда к себе. Выбор тренера полностью оправдал себя: Шёнфельд забил 22 мяча в 20 матчах, став лучшим бомбардиром чемпионата. В те времена чемпионат Италии состоял из трёх групп — А, B и C, в каждой из которых в групповом турнире выявлялась лучшая команда, три победителя групп разыгрывали между собой три первых места в Италии; «Торино» играл в группе B, в которой занял второе место, уступив «Болонье» лишь 1 очко, и это не позволило команде бороться за чемпионское звание в Италии. В следующем сезоне Шёнфельд провёл за «Торино» лишь 10 игр, в которых забил только один мяч, а команда финишировала лишь шестой в группе A.
По окончании сезона Шёнфельд решил сменить команду, он уехал в Милан, чтобы играть за «Интернационале». В «Интере» Шёнфельд дебютировал 4 октября 1925 года в матче с «Удинезе», в котором сразу же отличился, забив 4-й мяч «Интера», который принёс победу команде. Тот сезон не был удачным для миланского клуба, в своей группе клуб занял лишь 4-е место, забив 44 мяча и пропустив 38. Шёнфельд не являлся твёрдым игроком основы «Интера»: из 22 матчей, проведённых командой, он провёл 14 встреч, но в этих играх был результативен, забив 9 мячей.
После сезона в «Интере» Шёнфельд вернулся в Австрию, где стал игроком клуба «Хакоах», который целиком состоял из еврейских футболистов и поддерживался еврейской общиной Вены. В тот год «Хакоах» отправился в турне по США, где в игре с «Бруклин Уондерерс», завершившейся со счётом 6:4, Шёнфельд и несколько игроков «Хакоаха» показали настолько высокий класс игры, что их тут же пригласила проигравшая команда. Однако через год Шёнфельд вернулся в Австрию, где отыграл ещё один сезон в «Хакоахе», а затем опять уехал в Америку, где выступал за «Бруклин Хакоах» и «Нью-Йорк Хакоах».
В 1930 году Шёнфельд, уже завершивший спортивную карьеру, вернулся в Европу, чтобы работать тренером, его первым клубом стал «Ювентус» из Трапани, выступавший в пятом дивизионе чемпионата Италии. Шёнфельд сначала был просто тренером, но затем сам стал выходить на поле, чтобы помочь своей команде, и его старания не увенчались даром, «Ювентус» прошёл путь из 5-го дивизиона в третий за 3 сезона. Затем Шёнфельд возглавил клуб второй итальянской лиги «Катандзаро», но вскоре был вынужден покинуть Италию из-за закона, запрещавшего работать в стране неитальянцам.
После окончания Второй мировой войны Шёнфельд тренировал любительский клуб «Хакоах», составленный из беженцев, находящихся в округе Халлайн. В 1954 году клуб был распущен из-за того, что люди начали возвращаться в свои дома.

## Клубная статистика
| Сезон     | Команда           | Игры | Голы |
| --------- | ----------------- | ---- | ---- |
| 1915/1916 | Рудольфсхюгель    | 3    | 0    |
| 1916/1917 | Рудольфсхюгель    | 14   | 0    |
| 1917/1918 | Рудольфсхюгель    | 16   | 0    |
| 1918/1919 | Рудольфсхюгель    | 1    | 0    |
| 1919/1920 | Рудольфсхюгель    | 0    | 0    |
| 1920/1921 | Рудольфсхюгель    | 7    | 2    |
| 1921/1922 | Мерано            | ?    | ?    |
| 1922/1923 | Либертас          | 13   | 15   |
| 1923/1924 | Торино            | 20   | 22   |
| 1924/1925 | Торино            | 10   | 1    |
| 1925/1926 | Интернационале    | 14   | 9    |
| 1926      | Хакоах (Вена)     | 8    | 6    |
| 1926/1927 | Бруклин Уондерерс | 6    | 3    |
| 1927/1928 | Хакоах (Вена)     | 10   | 4    |
| 1928/1929 | Бруклин Хакоах    | 12   | 11   |
| 1930      | Нью-Йорк Хакоах   | 6    | 0    |